# بات ستيفنز
بات ستيفنز (بالإنجليزية: Pat Stevens)‏ هي ممثلة أمريكية، ولدت في 16 سبتمبر 1945 في ليندن في الولايات المتحدة، وتوفيت في 26 مايو 2010 في Rutland, Massachusetts ‏ في الولايات المتحدة بسبب سرطان الثدي.

## وصلات خارجية
- بات ستيفنز على موقع IMDb (الإنجليزية)
- بات ستيفنز على موقع قاعدة بيانات برودواي على الإنترنت (الإنجليزية)
- بات ستيفنز على موقع قاعدة بيانات الفيلم (الإنجليزية)